# Georgina Kessel Martínez
Georgina Kessel es Licenciada en Economía egresada del Instituto Tecnológico Autónomo de México y Doctora en Economía por la Universidad de Columbia, en el ámbito académico se ha desempeñado como catedrática e investigadora del mismo ITAM.
En la administración pública Georgina Kessel ha sido directora general de Análisis Económico Sectorial de la Secretaría de Energía, Minas e Industria Paraestatal, en 1994 fue nombrada primera Presidenta de la Comisión Reguladora de Energía y posteriormente titular de la Unidad de Inversiones de la Secretaría de Hacienda y Crédito Público y de 2002 a 2006 fue directora general de la Casa de Moneda de México.
Es miembro del consejo de accionistas de la compañía eléctrica española Iberdrola desde abril de 2013. Desde noviembre de 2022, es presidenta del Consejo de Administración de Scotiabank Inverlat y Grupo Financiero Scotiabank Inverlat.

## Publicaciones
El Sur También Existe: Un Ensayo sobre el Desarrollo Regional en México", con Enrique Dávila y Santiago Levy, sometido para publicación en la Revista Economía Mexicana, 2000.
"Estructura Industrial y Opciones de Regulación en el Sector Eléctrico Mexicano" con Chong Sup Kim, publicado en el libro Regulación de los Sectores de Infraestructura y Energéticos en México, editado por Pablo T. Spiller y Carlos Sales, ITAM-Miguel Ángel Porrúa, 1999
"La regulación del Mercado de Gas Natural en México", con Chong Sup Kim, publicado en el libro Regulación de los Sectores de Infraestructura y Energéticos en México, editado por Pablo T. Spiller y Carlos Sales, ITAM-Miguel Ángel Porrúa, 1999
"Apertura y Crecimiento en México: Apuntes para una Política Económica de Estado" con Alejandro Castañeda, Pablo Cotler y Octavio Gutiérrez, publicado en la revista Comercio Exterior, Vol. 49, No. 5, correspondiente a mayo de 1999.
"Características del Desarrollo Tecnológico y su Contribución al Crecimiento de la Producción Industrial y al Comercio Exterior: El Caso de México", con Chong Sup Kim, publicado en el libro Aspectos Tecnológicos de la Modernización Industrial de México, de la Academia Mexicana de Ciencias, 1994
“Apertura Comercial, Productividad Factorial y Desarrollo Tecnológico: El caso de México”, publicado por el Banco Interamericano de Desarrollo, 1994.
Editor del libro Lo negociado en el TLC: Un Análisis Económico del Impacto Sectorial del Tratado de Libre Comercio, ITAM-Mc Graw-Hill, 1993.
“Desgravación Arancelaria y Reglas de Origen en el Tratado de Libre Comercio”, publicado en el libro Lo Negociado en el TLC: Un Análisis Económico del Impacto Sectorial del Tratado de Libre Comercio, ITAM-Mc Graw-Hill, 1993